# Каменіцки Шенов
Каменіцки Шенов (чеськ. Kamenický Šenov, нім. Steinschönau) — місто на півночі Чехії, в окрузі Чеська Липа Ліберецького краю.
Розташоване на висоті 525 м над рівнем моря на межі  Чеського середньогір'я та Лужицьких гір.
Населення становить 3915 чоловік (2020).

## Історія
Перша письмова згадка відноситься до 1352 (тоді воно називалося Сонов). 
Село, ймовірно, було засноване лужицькими сербами. Воно належало маєтку Гінека Берки з Дуби, а в 1427 було захоплено панами з Вартенберка. У XVII столітті маєток викупив Радослав Кінски з Вчиніц, і місце стало центром скляного виробництва переважно завдяки йому. На той час використовувались такі техніки, як фарбування, шліфування та гравірування скла. Донині існує школа скляних виробів, заснована у 1856. Місцеві купці почали возити скло за кордон у 1623. 
Село було підвищено до статусу міста в 1849. Перший скляний завод був збудований в 1886. Цього ж року до міста також провели залізницю. Завдяки залізничному сполученню та своєму привабливому розташуванню місто перетворилось на важливий курорт.
У 1928 "Verein Rekonvaleszentenheim Warnsdorf" створила природний оздоровчий курорт (нім. Erholungsheim für natürliche Heilweise) з джерелами, лазнями та вегетаріанською їжею біля західного підніжжя гори Шенов. 

## Архітектурні та природні пам'ятки
- Музей скла, відкритий у 1949 у будівлі, збудованій в 1770. Експозиція його включає історію виготовлення скла, гравірованого та вирізаного скла з регіону, а також люстри та світильники від компанії Lobmeyr в історичному стилі.
- Бароковий костел Різдва Івана Хрестителя 1715—1718, побудований на фундаменті старої дерев'яної церкви. Над вхідним порталом розміщений кольоровий герб родини Кінски із Орденом Золотого Руна. На подвір'ї церкви знаходиться старе кладовище з чудовими надгробками багатих склярських родин.
- Пам'ятник у формі базальтових колон, відкритий Асоціацією ветеранів війни Німеччини (1912) на честь імператора Франца Йосифа I. Після Другої світової війни пам'ятник переобладнали під меморіал жертвам нацизму.
- Національна пам’ятка природи Панська скала (594 м), яка знаходиться в сусідній Прачні. Ця скеля нагадує велетенський орган, створений з базальту.
- Шеновски верх (пагорб, 634 м над рівнем моря) із чудовим краєвидом.

## Галерея

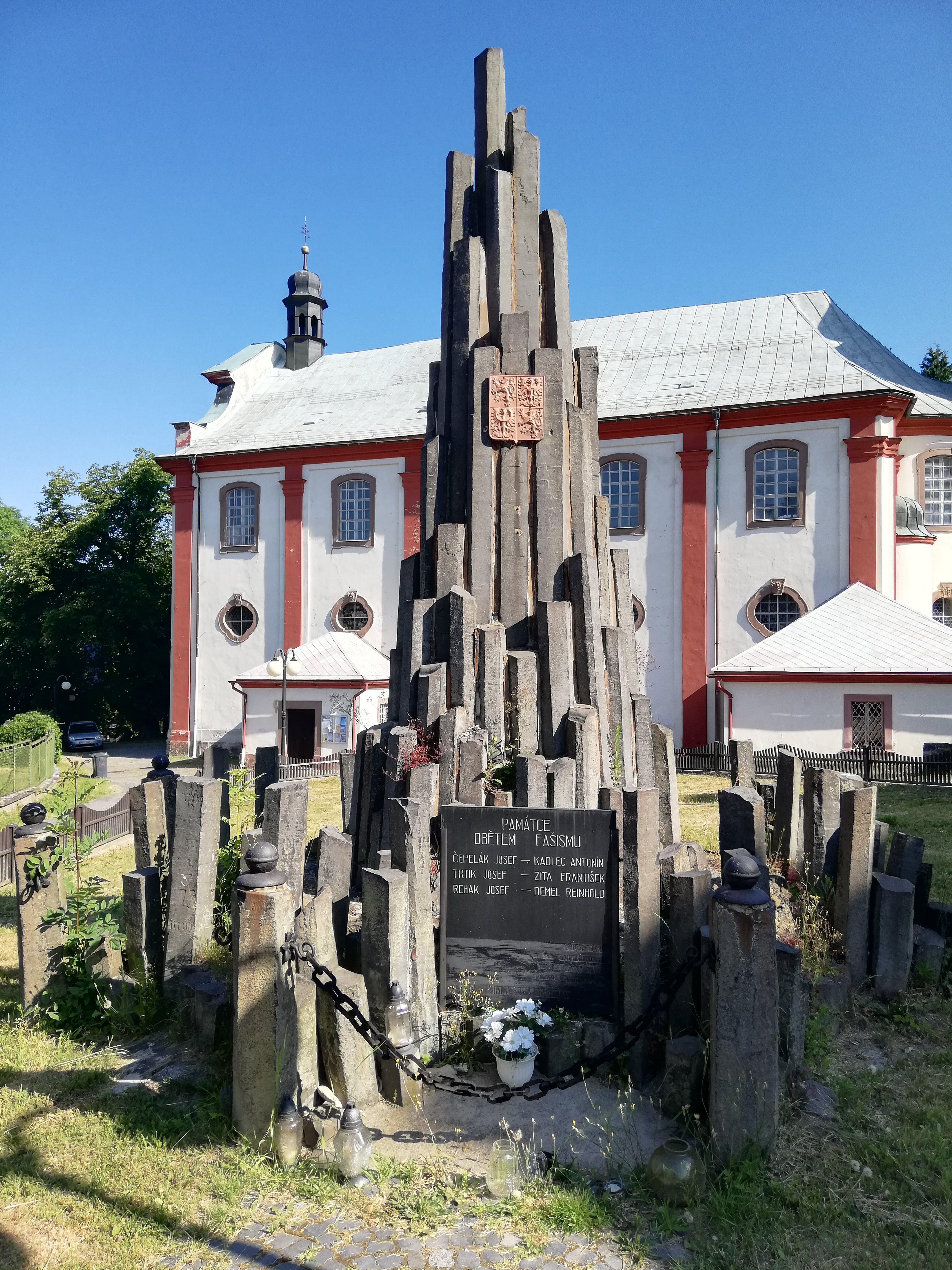
Пам'ятник жертвам нацизму
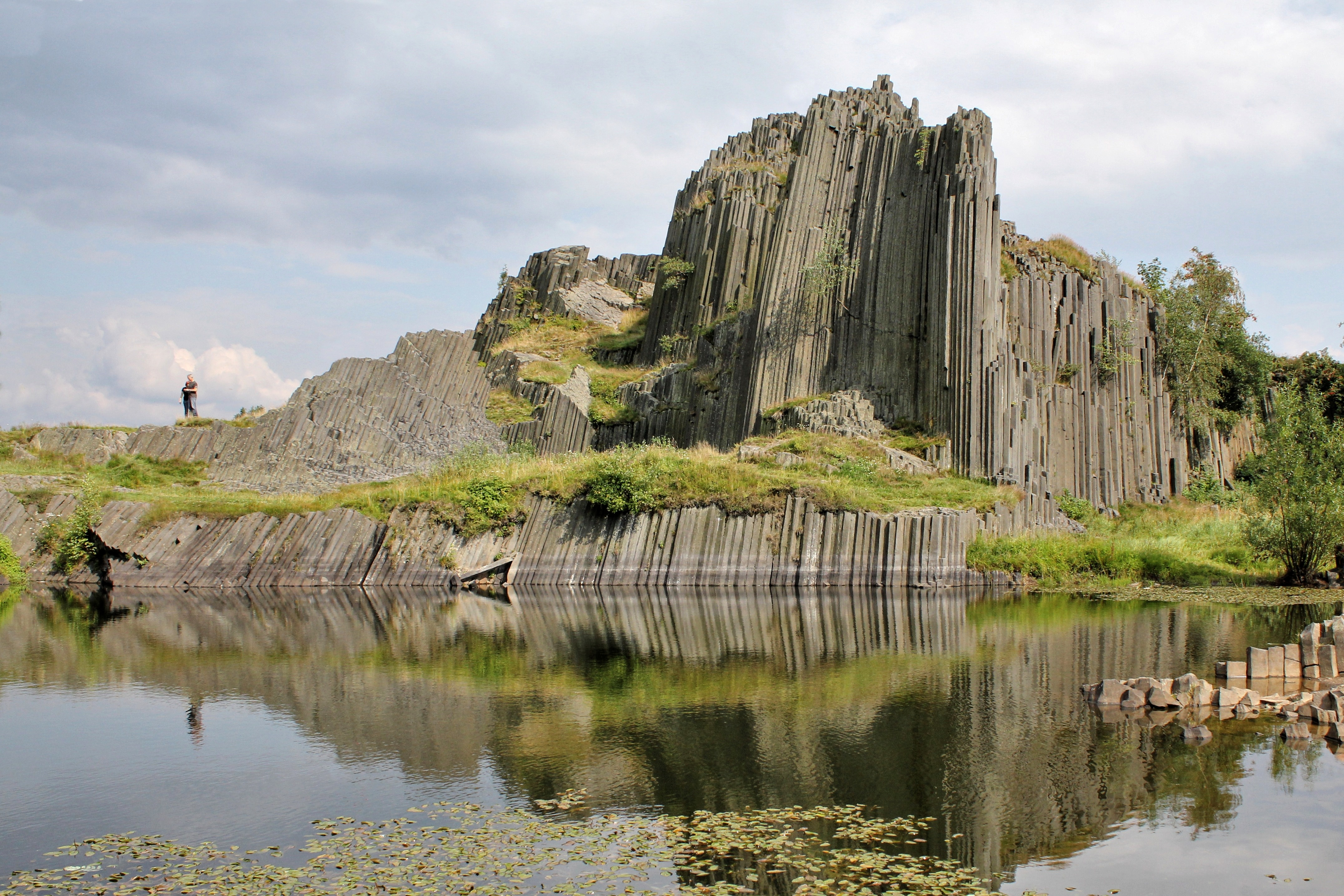
Панська скала
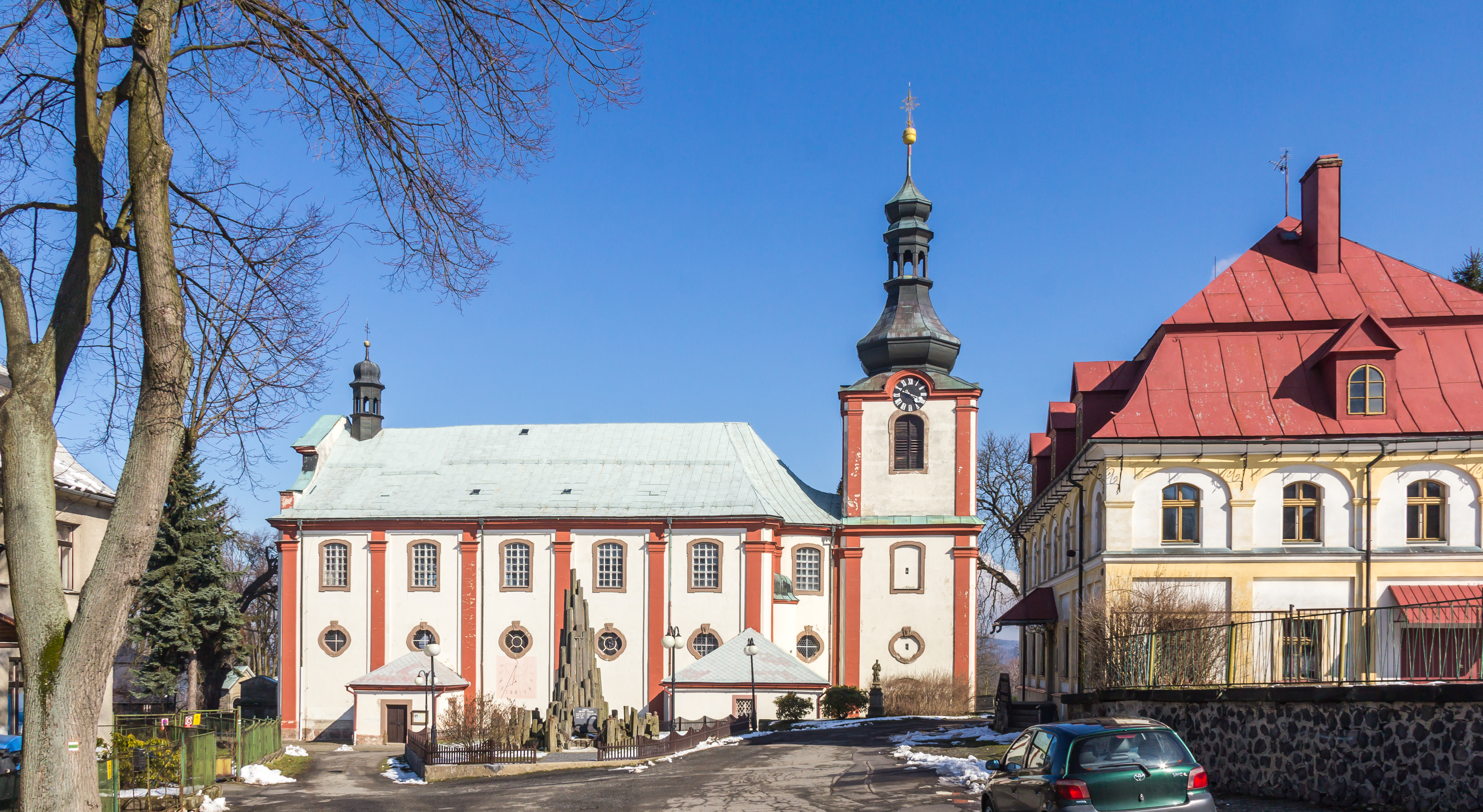
Костел Різдва Івана Хрестителя
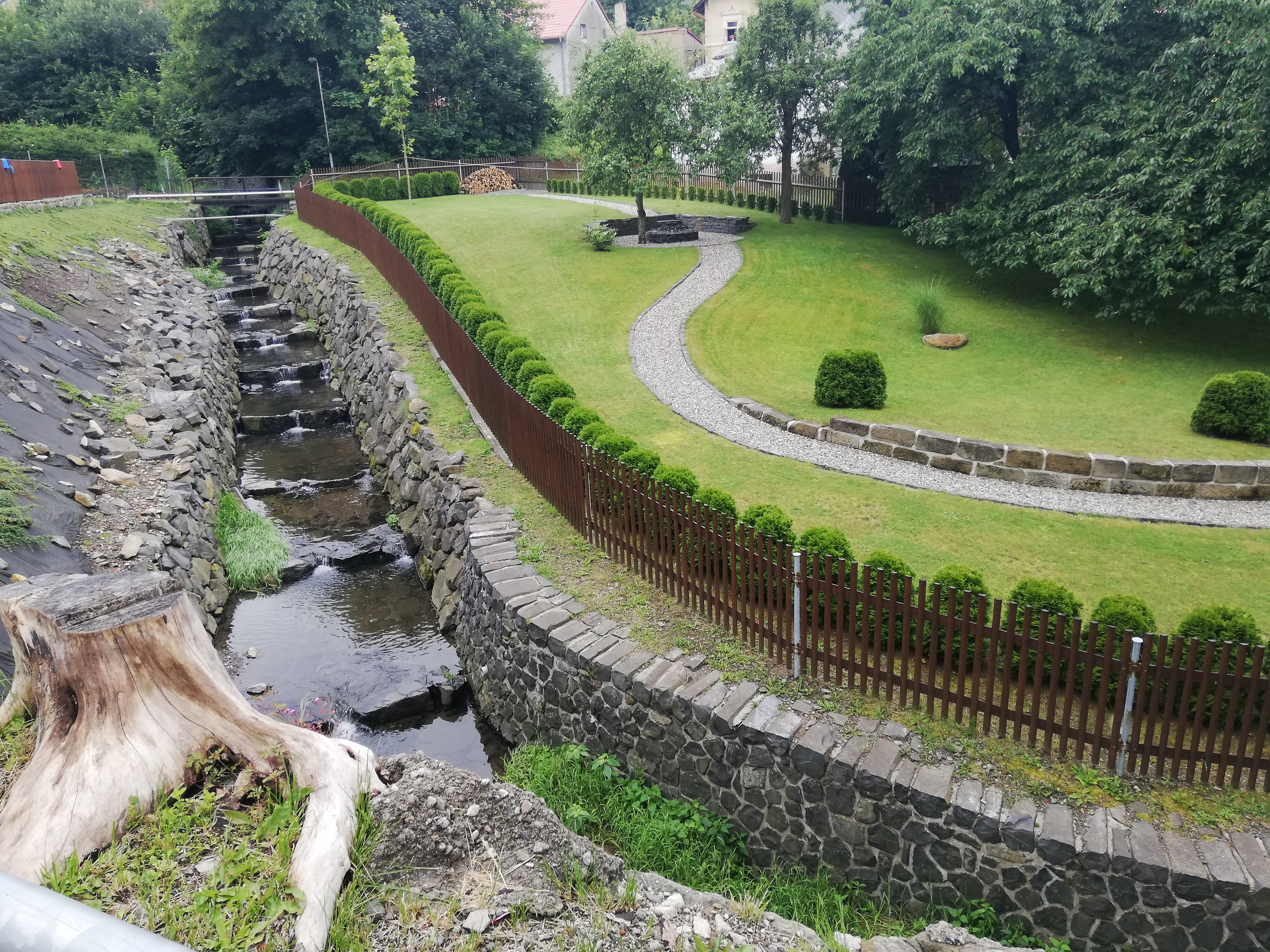
Міський парк
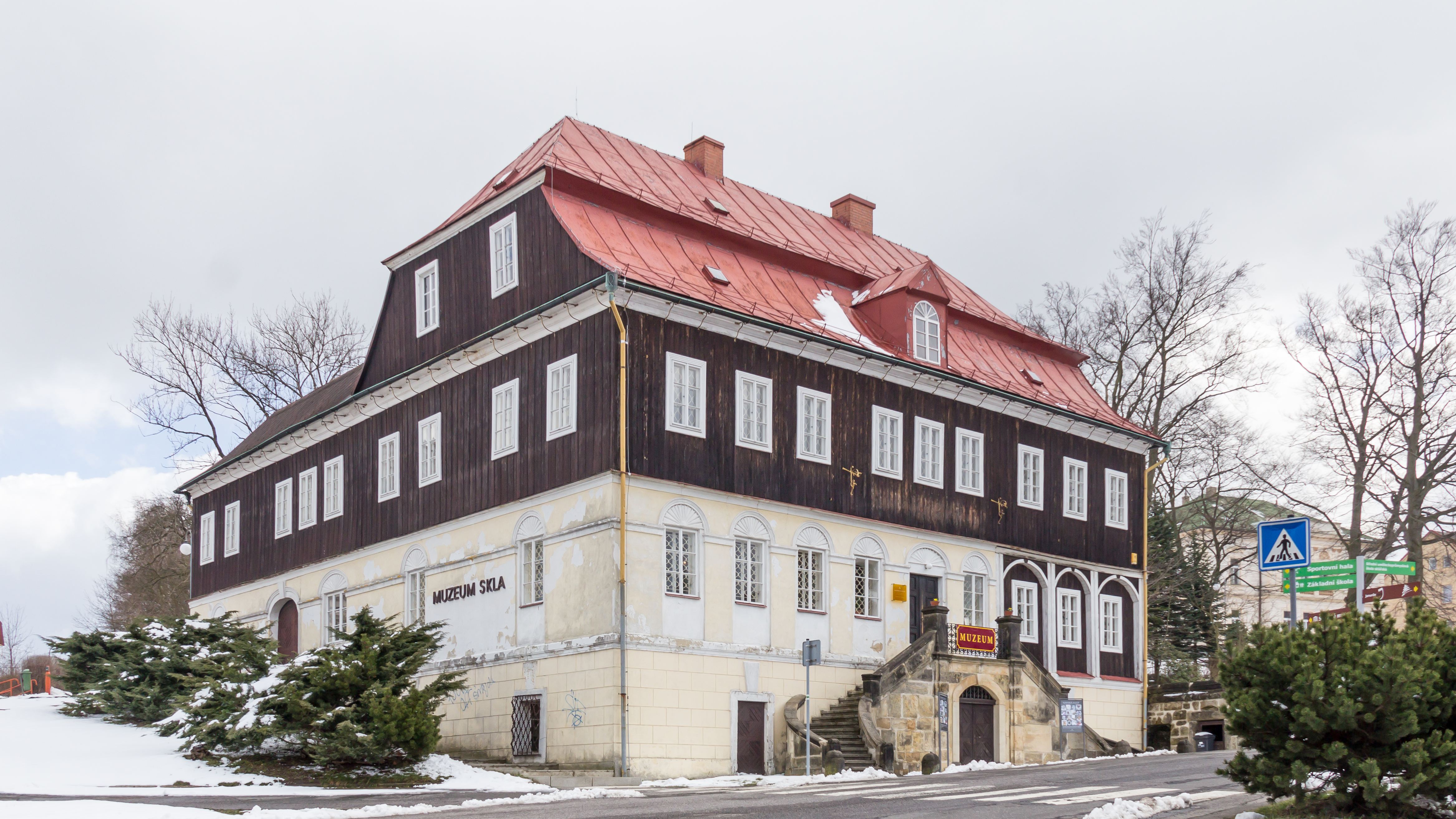
Музей скла
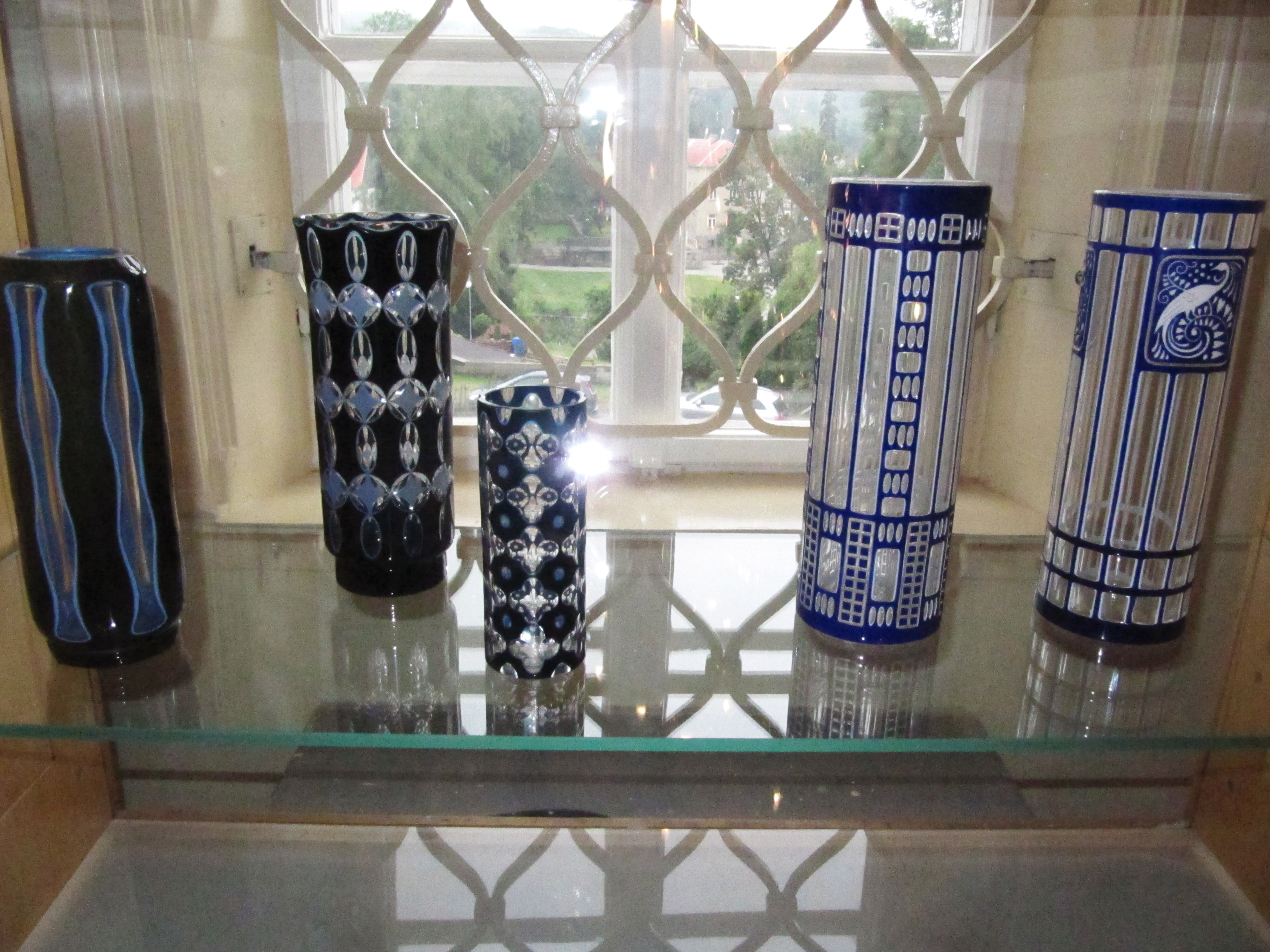
Експозиція у музеї скла

## Населення
| Рік  | Чисельність | Чисельність |
| ---- | ----------- | ----------- |
| 1869 | 4859        | [ 5 ]       |
| 1880 | 5593        | [ 5 ]       |
| 1890 | 6089        | [ 5 ]       |
| 1900 | 6122        | [ 5 ]       |
| 1910 | 6465        | [ 5 ]       |
| 1921 | 5783        | [ 5 ]       |
| 1930 | 6619        | [ 5 ]       |

| Рік  | Чисельність | Чисельність |
| ---- | ----------- | ----------- |
| 1950 | 3827        | [ 5 ]       |
| 1961 | 3959        | [ 5 ]       |
| 1970 | 3924        | [ 5 ]       |
| 1980 | 4254        | [ 5 ]       |
| 1991 | 4088        | [ 5 ]       |
| 2001 | 4073        | [ 5 ]       |
| 2014 | 4034        | [ 6 ]       |

| Рік  | Чисельність | Чисельність |
| ---- | ----------- | ----------- |
| 2016 | 4010        | [ 7 ]       |
| 2017 | 3939        | [ 8 ]       |
| 2018 | 3931        | [ 9 ]       |
| 2019 | 3919        | [ 10 ]      |
| 2020 | 3915        | [ 11 ]      |
| 2021 | 3918        | [ 12 ]      |
| 2021 | 3796        | [ 13 ]      |

| Рік  | Чисельність | Чисельність |
| ---- | ----------- | ----------- |
| 2022 | 3923        | [ 14 ]      |
| 2023 | 3892        | [ 15 ]      |
| 2024 | 3823        | [ 16 ]      |
| 2025 | 3811        | [ 3 ]       |

| Рік  | Чисельність | Чисельність |
| ---- | ----------- | ----------- |
| 1869 | 4859        | [ 5 ]       |
| 1880 | 5593        | [ 5 ]       |
| 1890 | 6089        | [ 5 ]       |
| 1900 | 6122        | [ 5 ]       |
| 1910 | 6465        | [ 5 ]       |
| 1921 | 5783        | [ 5 ]       |
| 1930 | 6619        | [ 5 ]       |

| Рік  | Чисельність | Чисельність |
| ---- | ----------- | ----------- |
| 1950 | 3827        | [ 5 ]       |
| 1961 | 3959        | [ 5 ]       |
| 1970 | 3924        | [ 5 ]       |
| 1980 | 4254        | [ 5 ]       |
| 1991 | 4088        | [ 5 ]       |
| 2001 | 4073        | [ 5 ]       |
| 2014 | 4034        | [ 6 ]       |

| Рік  | Чисельність | Чисельність |
| ---- | ----------- | ----------- |
| 2016 | 4010        | [ 7 ]       |
| 2017 | 3939        | [ 8 ]       |
| 2018 | 3931        | [ 9 ]       |
| 2019 | 3919        | [ 10 ]      |
| 2020 | 3915        | [ 11 ]      |
| 2021 | 3918        | [ 12 ]      |
| 2021 | 3796        | [ 13 ]      |

| Рік  | Чисельність | Чисельність |
| ---- | ----------- | ----------- |
| 2022 | 3923        | [ 14 ]      |
| 2023 | 3892        | [ 15 ]      |
| 2024 | 3823        | [ 16 ]      |
| 2025 | 3811        | [ 3 ]       |

|  |

## Міста-побратими
Райнбах, Німеччина